# Ivona Dadic
Ivona Dadic (Wels, 29 dicembre 1993) è una multiplista austriaca.

## Biografia
I suoi genitori sono originari di Bugojno in Bosnia.

## Palmarès
| Anno | Manifestazione      | Sede           | Evento         | Risultato | Prestazione | Note                                     |
| ---- | ------------------- | -------------- | -------------- | --------- | ----------- | ---------------------------------------- |
| 2010 | Olimpiadi giovanili | Singapore      | Salto in lungo | 6ª        | 5,91 m      |                                          |
| 2012 | Mondiali juniores   | Barcellona     | Eptathlon      | dnf       | dnf         |                                          |
| 2012 | Giochi olimpici     | Londra         | Eptathlon      | 23ª       | 5 935 p.    |                                          |
| 2013 | Europei U23         | Tampere        | Eptathlon      | 5ª        | 5 874 p.    |                                          |
| 2015 | Europei U23         | Tallinn        | Eptathlon      | Bronzo    | 6 033 p.    | Record nazionale                         |
| 2015 | Europei U23         | Tallinn        | 4×400 m        | dq        | dq          |                                          |
| 2016 | Europei             | Amsterdam      | Eptathlon      | Bronzo    | 6 408 p.    | Record nazionale                         |
| 2016 | Giochi olimpici     | Rio de Janeiro | Eptathlon      | 21ª       | 6 155 p.    |                                          |
| 2017 | Europei indoor      | Belgrado       | Pentathlon     | Argento   | 4 767 p.    | Record nazionale                         |
| 2017 | Mondiali            | Londra         | Eptathlon      | 6ª        | 6 417 p.    | Record nazionale                         |
| 2018 | Mondiali indoor     | Birmingham     | Pentathlon     | Argento   | 4 700 p.    | Miglior prestazione personale stagionale |
| 2018 | Europei             | Berlino        | Eptathlon      | 4ª        | 6 552 p.    | Record nazionale                         |
| 2019 | Europei indoor      | Glasgow        | Pentathlon     | 4ª        | 4 702 p.    |                                          |
| 2019 | Mondiali            | Doha           | Eptathlon      | dnf       | dnf         |                                          |
| 2021 | Europei indoor      | Toruń          | Pentathlon     | 4ª        | 4 587 p.    | Miglior prestazione personale stagionale |
| 2021 | Giochi olimpici     | Tokyo          | Eptathlon      | 8ª        | 6 403 p.    | Miglior prestazione personale stagionale |
| 2022 | Europei             | Monaco         | Eptathlon      | dnf       | dnf         |                                          |